# Wo warst du, Robert?
Wo warst du, Robert? ist ein deutscher Jugendroman von Hans Magnus Enzensberger. Der Roman erschien 1998 im Hanser Verlag.

## Inhalt
Der Protagonist des Romans, der 14-jährige Robert, leidet an Augenflimmern. Er erlebt eine siebenteilige Zeitreise immer tiefer in die Vergangenheit:
- Er landet im Jahr 1956, zu Zeiten des Kalten Krieges, in Nowosibirsk in der UdSSR. Er findet Zuflucht in einer Apotheke, wo er auf Olga trifft, die ihm ein Bett und etwas zum Essen gibt. Eines Tages kommt die Geheimpolizei in Olgas Wohnung. Sie glaubt, er sei ein Spion. Robert wird verhaftet und nach Moskau mit dem Zug geschickt. Er trifft auf die deutsche Botschaft und es gelingt ihm abzuhauen. Er versteckt sich in einem Kino, wo er einen Film ansieht.
- Plötzlich landet er mitten in einem Film in Australien, im Jahr 1946 an Weihnachten. Er trifft dort auf eine jüdische Familie, die dorthin emigriert ist und erlebt seine erste große Liebe mit Caroline. Carolines Familie Sutton lebt auf der Farm Annaby mit einem Privatlehrer, dem Schlosser Crombie und weiteren Hausgehilfen. Robert begibt sich auf eine kleine Spritztour mit Crombie zu den „Diggers“, die nach Opalen graben. Rassismus wird in diesem Kapitel lauter, da die australischen Ureinwohner „Wilde“ genannt werden, die stehlen und gefährlich sind. Robert versucht sein Geheimnis des Zeitreisens an Caroline zu erzählen. Sie denkt jedoch, dass er lügt. Caroline wird auf ein Internat nach Oxford geschickt. Robert ist gebrochen und schaut sich ein Fotoalbum der Mutter Lea an. Er weint und reibt sich die Augen, als er ein Bild von Lea in seiner Heimatstadt sieht.
- Im Jahre 1930 ist Robert in seiner deutschen Heimatstadt gelandet, in welcher der Kampf zwischen den Nationalsozialisten und den Kommunisten tobt. Er trifft seine Urgroßmutter sowie ihre Tochter, Roberts Großmutter. Sein Urgroßvater arbeitet als Polizist und findet den Stempel sowie das russische Wörterbuch und denkt, Robert sei ein Spion. Er findet sich in einer Menschenmenge. Es wird zwischen den Nationalsozialisten und den Kommunisten gekämpft. Er bekommt einen Schlag auf den Kopf.
- 1860 ist Robert in Norwegen, wo er von den Dorfhonoratioren für einen neuen Kaspar Hauser gehalten wird.
- 1702 wird er bei einer Prinzessin als Page angestellt und lernt einen Philosophen kennen.
- Schließlich ist Robert zu Zeiten des Dreißigjährigen Kriegs (1638) ein Mitglied einer Räuberbande. Er geht nach Straßburg, wo er später in eine Schlacht gerät.
- Endpunkt von Roberts Reise ist Amsterdam, wo er eine Malerlehre macht. Dabei kommt ihm auch eine zündende Idee, die ihn schließlich in seine Zeit zurückbringen wird.

## Rezeption
Der Roman wurde in der FAZ von Hubert Spiegel rezensiert. Spiegel sieht in dem Roman einen Bildungsroman im Kleide des historischen Jugendromans. Die Lektüre empfindet Spiegel als „wunderschönes Vergnügen“. Für Mathias Schreiber im Spiegel werden die historischen Schauplätze „verblüffend lebendig und detailgenau“ geschildert, die Geschichte werde „nicht lehrbuchhaft, sondern beiläufig, szenisch aufgelockert, unterhaltsam“ vermittelt. Das Jugendbuch nicht ernst zu nehmen, wäre jedenfalls ein Fehler, denn: „nur erwachsene Kinder verstehen dieses Buch wirklich.“

## Bibliographische Angaben
- Hans Magnus Enzensberger: Wo warst du, Robert? Hanser, München und Wien 1998, ISBN 3-446-19447-9.